# Боббі Каннавале
Роберт (Боббі) Каннавале (англ. Robert 'Bobby' Cannavale; нар. 3 травня 1970) — американський актор.

## Біографія
Боббі Каннавале народився 3 травня 1970 року в місті Юніон-Сіті, штат Нью-Джерсі. Батько Сальваторе (Сел) Каннавале — італійського походження, мати Ізабель — кубинка за національністю. Роберт виріс у місті Коконат-Крік, штат Флорида, він був вихований в католицькій вірі і відвідував школу Святого Михаїла, де брав участь у ряді позакласних заходів, в тому числі був послушником і співав у хорі. У восьмирічному віці отримав роль шепелявого хлопчика на ім'я Вінтроп в шкільній виставі «Музикант», а потім роль гангстера в мюзиклі «Хлопці і лялечки». Батьки Роберта розлучилися, коли йому було 13 років і мати перевезла сім'ю в Пуерто-Рико. Через два роки вони повернулися до Коконат-Крік. Каннавале повернувся в Нью-Джерсі після того, як отримав диплом середньої школи в кінці 1980-х років.

## Кар'єра
Після закінчення навчання Боббі працював у барах, а після почалася і робота в театрі, при цьому ніякої спеціальної академічної освіти в актора-початківця не було. У кіно дебютував у фільмі «Я не Раппопорт» (1996). Найбільшу популярність здобув у перших двох сезонах телесеріалу «Третя зміна», де виконав роль Боббі Кеффі, і за роль поліцейського-гомосексуала Вінса Д'Анджело в комедійному телесеріалі «Вілл і Грейс». Також, Каннавале виконав роль ексцентричного мафіозо Джипа Розетті, у третьому сезоні телесеріалу «Підпільна імперія».
Двічі лауреат премії «Еммі».

## Особисте життя
Каннавале був одружений з Дженні Люмет — дочкою Сідні Люмета — з 1994 по 2003 рік, є син від цього шлюбу — Джейк. Роберт і Джейк зіграли батька і сина в четвертому сезоні телесеріалу «Медсестра Джекі».
З 2012 року перебуває у стосунках з австралійською акторкою Роуз Бірн (грала його дружину у фільмі «Езра. Неналежна поведінка»). У 2016 році в пари народився перший син, а у 2017 році — другий.

## Фільмографія

### Фільми
| Рік  |    | Українська назва              | Оригінальна назва                 | Роль                         |
| ---- | -- | ----------------------------- | --------------------------------- | ---------------------------- |
| 1996 | ф  |                               | I'm Not Rappaport                 | клієнт автостоянки           |
| 1996 | ф  |                               | Night Falls on Manhattan          | помічник Сема                |
| 1999 | ф  | Глорія                        | Gloria                            | Джек Хесус Нуньєс            |
| 1999 | ф  | Влада страху                  | The Bone Collector                | детектив Стів                |
| 2001 | ф  | Зіткнення в Нью-Йорку         | 3 A.M.                            | Джоз                         |
| 2003 | ф  | Станційний доглядач           | The Station Agent                 | Джо Орамас                   |
| 2003 | ф  | Диявол і Деніел Вебстер       | The Devil and Daniel Webster      | поліцейський                 |
| 2004 | ф  | Давайте потанцюємо?           | Shall We Dance                    | Чік                          |
| 2004 | ф  | Гавань                        | Haven                             | лейтенант                    |
| 2005 | ф  | Любов і сигарети              | Romance & Cigarettes              | Фрайбург                     |
| 2006 | ф  | Нація фастфуду                | Fast Food Nation                  | Майк                         |
| 2006 | ф  | Зміїний політ                 | Snakes on a Plane                 | Генк Гарріс                  |
| 2006 | ф  | 10 кроків до успіху           | 10 Items or Less                  | Боббі                        |
| 2008 | ф  | В одне вухо влетіло           | Diminished Capacity               | Лі Вівіан                    |
| 2008 | ф  | 100 футів                     | 100 Feet                          | Шанкс                        |
| 2009 | ф  | Короткі інтерв'ю з покидьками | Brief Interviews with Hideous Men | суб'єкт 40                   |
| 2010 | ф  | Копи на підхваті              | The Other Guys                    | Джиммі                       |
| 2011 | ф  |                               | Win Win                           | Террі Дельфіно               |
| 2013 | ф  | Лавлейс                       | Lovelace                          | Бутчі Перайно                |
| 2013 | ф  | Фільм 43                      | Movie 43                          | Супермен                     |
| 2013 | ф  | Паркер                        | Parker                            | Джейк Фернандес              |
| 2013 | ф  | Жасмин                        | Blue Jasmine                      | Чилі                         |
| 2014 | ф  | Кухар на колесах              | Chef                              | Тоні                         |
| 2014 | ф  | Енні                          | Annie                             | Гай Денлілі                  |
| 2015 | ф  | Денні Коллінз                 | Danny Collins                     | Том Доннелі                  |
| 2015 | ф  | Шпигунка                      | Spy                               | Серджіо Де Лука              |
| 2015 | ф  | Людина-мураха                 | Ant-Man                           | Джим Пакстон                 |
| 2015 | ф  | Хто в домі тато               | Daddy's Home                      | доктор Еміліо Франциско      |
| 2017 | мф | Реальна білка 2               | The Nut Job 2: Nutty by Nature    | Френкі (озвучування)         |
| 2017 | ф  | Я, Тоня                       | I, Tonya                          | Репортер                     |
| 2017 | ф  | Джуманджі: Поклик джунглів    | Jumanji: Welcome to the Jungle    | професор Ван Пельт           |
| 2017 | мф | Фердинанд                     | Ferdinand                         | Бик Вальєнте (озвучування)   |
| 2018 | ф  | Межі                          | Boundaries                        | Леонард                      |
| 2018 | ф  | Людина-мураха та Оса          | Ant-Man and the Wasp              | Джим Пакстон                 |
| 2019 | ф  | Сирота Бруклін                | Motherless Brooklyn               | Тоні Вермонте                |
| 2019 | ф  | Ірландець                     | The Irishman                      | Фелікс Дітулліо              |
| 2019 | ф  |                               | The Jesus Rolls                   | Піті                         |
| 2019 | кф |                               | Martha the Monster                | Кевін / Дурмат               |
| 2020 | ф  | Суперінтелект                 | Superintelligence                 | Джордж, «колишній» Керол     |
| 2021 | ф  | Том і Джеррі                  | Tom & Jerry                       | Спайк (озвучування)          |
| 2021 | ф  | Громові сили                  | Thunder Force                     | Вільям Стівенс               |
| 2021 | ф  | Красуня на драйві             | Jolt                              | детектив Вікарс              |
| 2021 | мф | Співай 2                      | Sing 2                            | Джиммі Крістал (озвучування) |
| 2022 | ф  |                               | Seriously Red                     | Вілсон                       |
| 2022 | ф  | Білявка                       | Blonde                            | Джо Ді Маджо                 |
| 2023 | ф  | Езра                          | Ezra                              | Макс Брандел                 |
| 2023 | ф  | Літні татусі                  | Old Dads                          | Коннор Броуді                |
| 2024 | ф  | МаХХХін                       | MaXXXine                          | Торрес                       |
| 2024 | ф  |                               | Unstoppable                       | Річ                          |
| 2025 | ф  | Блакитний місяць              | Blue Moon                         | Річард Чарльз Роджерс        |

### Телебачення
| Рік       |    | Українська назва                    | Оригінальна назва                 | Роль                       |
| --------- | -- | ----------------------------------- | --------------------------------- | -------------------------- |
| 1998      | тф |                                     | When Trumpets Fade                | капітан Зенек              |
| 1999—2001 | с  | Третя зміна                         | Third Watch                       | Роберто Кеффі              |
| 2000      | с  | Секс і Місто                        | Sex and the City                  | Адам Болл                  |
| 2002      | с  | Закон і порядок: Спеціальний корпус | Law & Order: Special Victims Unit | Кайл Новачек               |
| 2002—2007 | с  | Закон і порядок                     | Law & Order                       | Дж.П. Ланге / Ренді Портер |
| 2003      | с  | Закон і порядок: Злочинний намір    | Law & Order: Criminal Intent      | Джуліан Белло              |
| 2003      | с  | В'язниця Оз                         | Oz                                | Алонцо Торквемада          |
| 2004      | с  | Клієнт завжди мертвий               | Six Feet Under                    | Хав'єр                     |
| 2004—2006 | с  | Вілл і Грейс                        | Will & Grace                      | Вінс Д'Анжело              |
| 2008—2009 | с  | Мертва справа                       | Cold Case                         | Едді Саккардо              |
| 2010      | мс | Американський тато!                 | American Dad!                     | детектив Чез Міглачіо      |
| 2010      | с  | Луї                                 | Louie                             | Кріс                       |
| 2010—2011 | с  | Блакитна кров                       | Blue Bloods                       | Чарльз Росселіні           |
| 2012      | с  | Американська сімейка                | Modern Family                     | Льюїс                      |
| 2012      | с  | Підпільна імперія                   | Boardwalk Empire                  | Джип Розетті               |
| 2012—2013 | с  | Медсестра Джекі                     | Nurse Jackie                      | доктор Майк Крус           |
| 2014      | мс | Робоцип                             | Robot Chicken                     | голос                      |
| 2016      | с  | Вініл                               | Vinyl                             | Річі Фінестра              |
| 2017      | с  | Товариш детектив                    | Comrade Detective                 | Петре Бубеску (голос)      |
| 2017—2019 | с  | Пан Робот                           | Mr. Robot                         | Ірвінг                     |
| 2018—2020 | мс | Кінь БоДжек                         | BoJack Horseman                   | Венс Вагонер (голос)       |
| 2019      | мс | Губка Боб Квадратні Штани           | SpongeBob SquarePants             | Тоні (голос)               |
| 2020      | с  | Місіс Америка                       | Mrs. America                      | Том Снайдер                |
| 2021      | с  | Дев'ять ідеальних незнайомців       | Nine Perfect Strangers            | Тоні Хогберн               |
| 2022      | с  |                                     | The Last Movie Stars              | Еліа Казан                 |
| 2022      | с  | Наглядач                            | The Watcher                       | Дін Бреннок                |